# レディコウカ

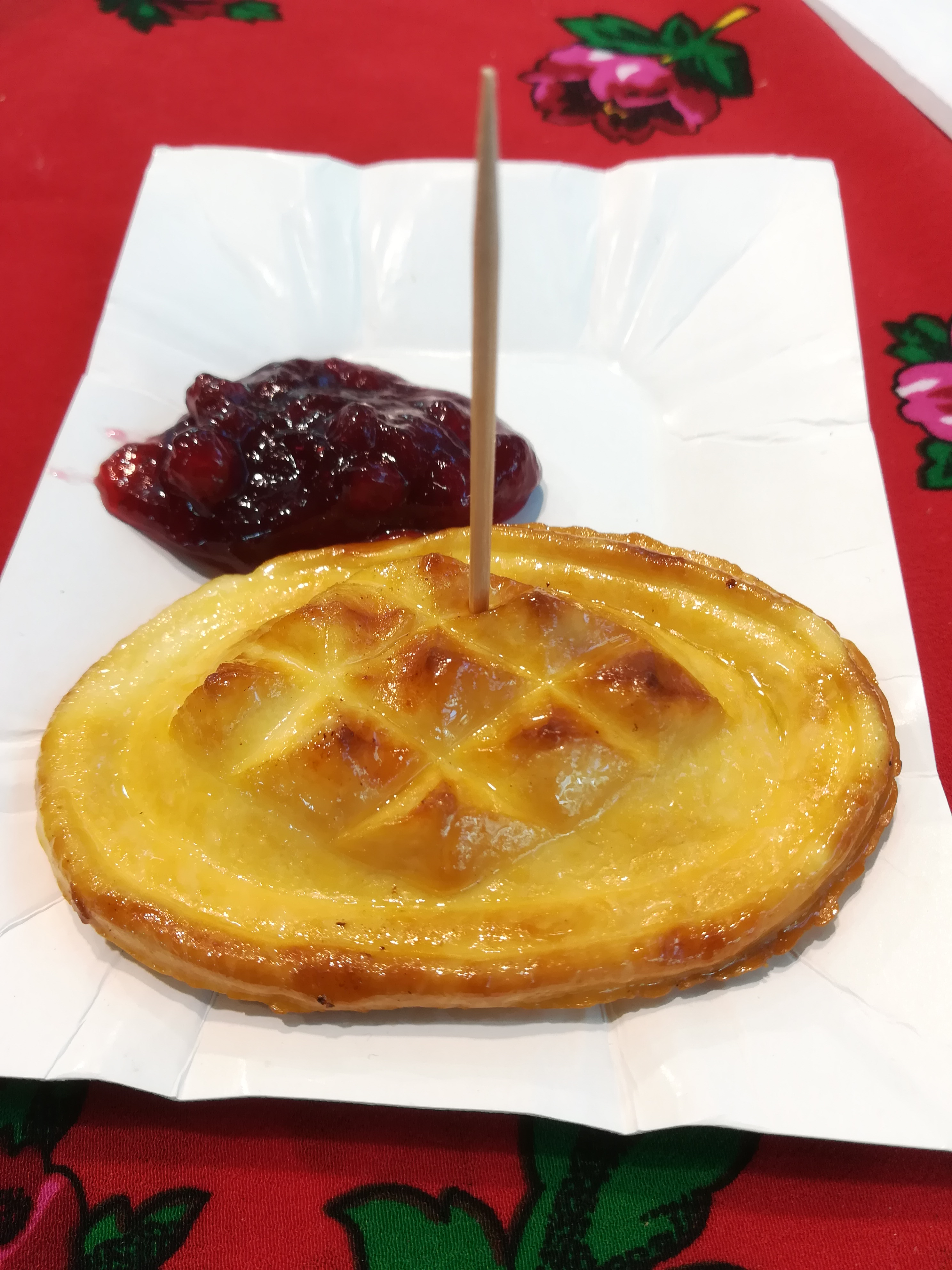
グリルしたレディコウカのクランベリーソース添え

レディコウカ(Redykołka)は、ポーランドのポドハレで作られるチーズである。「オスツィペックの妹」と呼ばれることもあり、両者はしばしば混同される。この類似性は、レディコウカが伝統的にオスツィペック製造の際に残ったブンツから作られることから来ている。
伝統的なレシピには、このチーズは、全体的に固いが中身は柔らかく弾力があり、強い燻製香、スパイシーで若干塩味を感じる風味と記載されている。動物、心臓、装飾的なリースの形に作ることがよくある。
2009年から、欧州連合の保護原産地呼称に登録されている。

## ギフト
レディコウカはギフトとして人気があり、特別な機会にペアで作って贈ることがある。また、山の牧草地での数ヶ月の放牧期間から羊が戻ってきたことを記念して行うw:redykとして知られる祝祭の際にも配られた。「レディコウカ」という言葉は、チーズのギフト一般を指す言葉としても使われる。